# 吉田家のちすじ
『吉田家のちすじ』（よしだけのちすじ）は、中島守男による漫画。『月刊アフタヌーン』（講談社）において、2007年から2010年まで連載された。単行本全5巻。
家族のセクハラに悩まされる吉田家の後妻・多香子の奮闘をコミカルに描いたホームコメディ作品。2006年のアフタヌーン四季賞秋のコンテスト準入選作品を連載化したもので、作者は受賞を期に脱サラし連載を始めた。女盛りの主人公・多香子の魅力がウリで、連載当初から「大人の萌え漫画」を標榜している。

## 登場人物
吉田多香子
吉田家の嫁で明彦の後妻。女盛りで巨乳の30歳。
嫁入り以来、吉田家の男供4人からの（時にはその友人からの）セクシャルハラスメント行為に悩まされている。しかしながらそれを邪険に扱うようなことはなく、常に家族のことを考えている良き嫁であり妻であり母である。
吉田明彦
吉田家の主人。39歳。前妻と別れた後、9歳年下の多香子を妻に迎える。
甲斐性がなく、隙あらば多香子に迫ろうとするなどだらしがない一家の主である。
前妻との間には武のほかにゆかりという別居の娘がおり、多香子は彼女を明彦の浮気相手と勘違いしたことがある。
吉田武
明彦と前妻の間の息子。中学2年生。
小さい頃は堂々と多香子の胸を触るなどできていたが、思春期真っ盛りの現在では義母との距離の取り方に迷い、悶々としている。
吉田義朗
明彦の父。
一見すると一番まともである。しかし明彦への教育が肝心の点でずれていたり、4度の結婚歴があるなど突っ込むべき点も多々ある。
吉田平八
明彦の祖父。
ボケたふりをしてセクハラを働く「達人」。実際のところ、本当にボケているのかそうでないのかよく分からない。将棋が趣味だが、弱い。
松林乙吉
平八の将棋仲間。
かなりの老眼であり、それ故の行動で登場するたびに多香子を自然と脱がしてしまう。そのため平八から一目置かれている。